# A Wartime Reformation
A Wartime Reformation est un film muet américain réalisé par Francis Ford et sorti en 1914.

## Fiche technique
- Réalisation : Francis Ford
- Scénario : Jack Cunningham
- Durée : 20 minutes
- Date de sortie : États-Unis : 13 janvier 1914

## Distribution
- Francis Ford : Dave Hart
- Grace Cunard : Virginia
- Edgar Keller
- Harry L. Rattenberry